# Cuentos y leyendas
Cuentos y leyendas va ser un programa de televisió emès per la TVE entre els anys 1968 i 1976, encarregat de difondre els relats de notable valor literari pertanyents a la literatura espanyola i universal.

## Direcció i elenc
Va comptar amb dues temporades. La primera entre 1968 i 1969 amb nou episodis i la segona entre 1974 i 1976 amb 29 capítols.
Entre els directors dels capítols, es troben cineastes rellevants com Jesús Fernández Santos, Pilar Miró, José Luis Borau, Mario Camus, Antonio Giménez Rico, Alfonso Ungría, Josefina Molina.
Així com l'elenc engloba importants professionals com Luis Ciges, Estanis González, Charo López, José Riesgo, Emilio Laguna, Miguel Narros, Manuel Zarzo, Alberto Solá, Carmen Maura, Raúl Sender, Félix Rotaeta, Enrique San Francisco, Berta Riaza, Agustín González, Fernando Cebrián, Rafael Navarro, Eusebio Poncela, Julio Núñez, Enriqueta Carballeira, Antonio Medina, José Vivó, Pilar Bardem, Tito García, María Luisa Ponte, Álvaro de Luna, Alberto Fernández, Modesto Blanch, Marisa Paredes.

## Reposicions
A l'estiu de 1982, RTVE va reposar tretze capítols, així com l'any 2009.

## Episodis notables
- El estudiante de Salamanca, de José de Espronceda;
- Un hombre honrado, de Monteiro Lobato;
- Los tres maridos burlados, de Tirso de Molina;
- Vestida de tul, de Carmen de Icaza;
- El crimen del indio, de José Verissimo;
- El regreso, d'Emilia Pardo Bazán;
- La inocencia castigada, de María de Zayas;

## Premis
- 1976 – Fotogramas de Plata, Espanya – Millor intèrpret de televisió: Charo López
- 1975 – TP d'Or, Espanya – Millor Actriu Nacional: Charo López